# Santa María Yucuhiti
Santa María Yucuhiti es una localidad del estado mexicano de Oaxaca. Es cabecera del municipio de Santa María Yucuhiti.

## Demografía
| Censo | Población |
| ----- | --------- |
| 1900  | 1110      |
| 1910  | 1217      |
| 1921  | 1124      |
| 1930  | 497       |
| 1940  | 127       |
| 1950  | 135       |
| 1960  | 865       |
| 1970  | 556       |
| 1980  | 243       |
| 1990  | 417       |
| 1995  | 193       |
| 2000  | 114       |
| 2005  | 142       |
| 2010  | 252       |
| 2020  | 299       |